# ブラジルの世界遺産

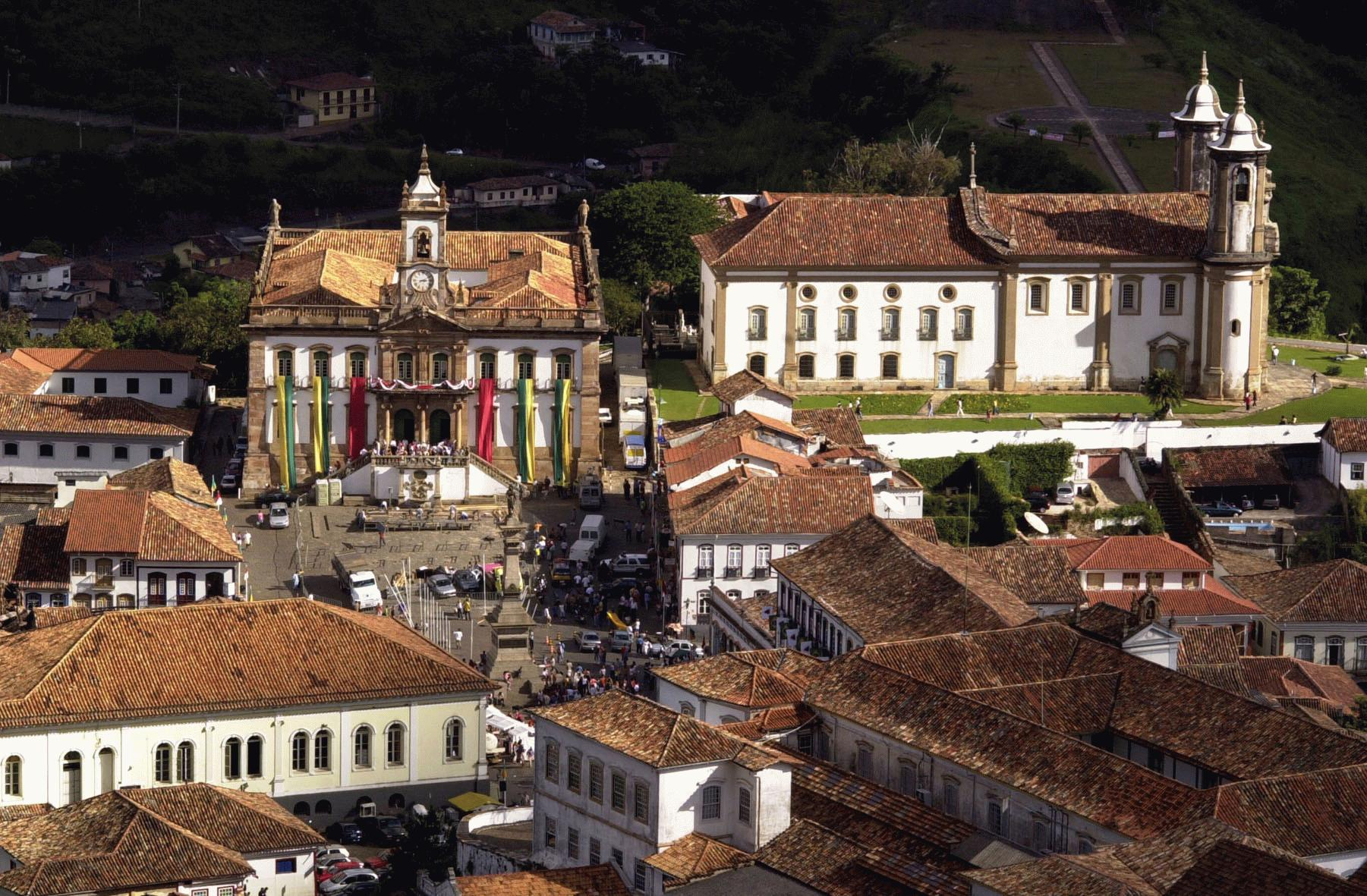
古都オウロ・プレット

ブラジルの世界遺産 （ブラジルのせかいいさん）はユネスコの世界遺産に登録されているブラジル国内の文化・自然遺産である。
※この項目はウィキプロジェクト 世界遺産に準じて作成されています。

## 文化遺産
- 古都オウロ・プレット - （1980年）
- オリンダ歴史地区 - （1982年）
- グアラニーのイエズス会伝道所群：サン・イグナシオ・ミニ、サンタ・アナ、ヌエストラ・セニョーラ・デ・ロレート、サンタ・マリア・マジョール（以上アルゼンチン）、サン・ミゲル・ダス・ミソンイス遺跡（ブラジル） - （1983年/1984年）
- サルヴァドール・デ・バイーア歴史地区 - （1985年）
- ボン・ジェズス・ド・コンゴーニャスの聖所 - （1985年）
- ブラジリア - （1987年）
- セラ・ダ・カピバラ国立公園 - （1991年）
- サン・ルイス歴史地区 - （1997年）
- ディアマンティーナ歴史地区 - （1999年）
- ゴイアス歴史地区 - （2001年）
- サン・クリストヴァンの町のサン・フランシスコ広場 - （2010年）
- リオデジャネイロ:山と海との間のカリオカの景観群 - （2012年）
- パンプーリャの近代建築群 - （2016年）
- ヴァロンゴ埠頭の考古遺跡 - （2017年）
- ロバート・ブール・マルクス記念遺産 - （2021年）

## 自然遺産
- イグアス国立公園 - （1986年）
- コスタ・ド・デスコブリメントの大西洋岸森林保護区群 - （1999年）
- 大西洋岸森林南東部の保護区群 - （1999年）
- 中央アマゾン保全地域群 - （2000年）
- パンタナル自然保全地域 - （2000年）
- セラード保護地域：ヴェアデイロス平原国立公園とエマス国立公園 - （2001年、自然遺産)
- ブラジルの大西洋上の島々：フェルナンド・デ・ノローニャ諸島とロカス環礁の保護区群 - （2001年）

## 複合遺産
- パラチーとイーリャ・グランジ（英語版）の文化と生物多様性 -（2019年）

## 地域別